# Червоно-ряба порода
Українська червоно-ряба молочна
Порода створена на основі місцевої симентальської худоби з залученням кращого генофонду.
Це перша порода молочного типу, яка виведена в незалежній Україні методом відтворного схрещування симентальської породи (материнська основа) і  голштинської (батьківська основа) порід. За окремими схемами схрещування залучали як поліпшувальні айширську та монбельярдську породи. 
Затверджено породу в 1993 р.
Структурні формування: центральний, південно-східний та прикарпатський внутрішньо породні типи, 6 заводських типів.
Потенціал молочної продуктивності - 7 - 9 тис. кг молока за лактацію з високим вмістом жиру 3,7 - 4,0%, білка - 3,3 - 3,4%.
Жива маса дорослих корів - 630 - 680 кг, телиць у 18 міс. - 400 - 450 кг, бугайців - 500 - 550 кг.  Рівень відтворення - 85 - 90 телят на 100 корів.
Продуктивне довголіття - 4,5 - 5,5 лактацій. Виробництво молока - 1,35 - 1,40 кг на 1 кг сухої речовини корму.
Чисельність корів - 393,3 тис. голів, у тому числі племінних - 29,2 тис. голів.
Кількість суб'єктів племінної справи - 120, в т.ч. ПЗ - 46, ПР - 74. 